# Rubén Castellanos
Rubén Alonso Castellanos España (* 18. Januar 1997 in Morales) ist ein guatemaltekischer Badmintonspieler.

## Karriere
Castellanos begann 2008 Badminton zu spielen. Im Jahr darauf zog er in die Hauptstadt, um dort zu trainieren. Erste Erfolge stellten sich 2012 ein, als er bei den Venezuela International und den Suriname International Vizemeister wurde. 2016 feierte Castellanos seinen ersten internationalen Turniersieg, als er in zwei Disziplinen bei den Colombia International triumphierte. Im folgenden Jahr erreichte er in seinem Heimatland das Endspiel der Guatemala Future Series, während er im Herrendoppel mit Aníbal Marroquín die Bronzemedaille bei der Panamerikameisterschaft gewann. 2018 erspielte Castellanos die Titel bei den Guatemala International und den El Salvador International und stand mit der Nationalmannschaft bei den Zentralamerika- und Karibikspielen auf dem Podium. Im Jahr darauf gewann der Guatemalteke im Herrendoppel die Peru International. 2020 triumphierte er bei der Peru Future Series, bevor er 2021 bei den Santo Domingo International und der Guatemala Future Series jeweils einmal auf den ersten und zweiten Platz kam. Außerdem erkämpfte Castellanos an der Seite von Christopher Martínez bei der Panamerikameisterschaft den dritten Platz.

## Sportliche Erfolge
| Jahr | Veranstaltung                             | Platz | Disziplin    | Spielpartner         |
| ---- | ----------------------------------------- | ----- | ------------ | -------------------- |
| 2013 | U17-Junioren-Panamerikameisterschaft 2013 | 3.    | Herrendoppel | Mario Umaña          |
| 2013 | U17-Junioren-Panamerikameisterschaft 2013 | 2.    | Herreneinzel |                      |
| 2013 | MBBC Juniors 2013                         | 1.    | Herrendoppel | Gurgen Poghosyan     |
| 2013 | Carebaco Juniors 2013                     | 1.    | Herrendoppel | Brandon Samayoa      |
| 2013 | Carebaco Juniors 2013                     | 1.    | Herreneinzel |                      |
| 2014 | Guatemala Juniors 2014                    | 1.    | Mixed        | Melanie Braeuner     |
| 2014 | Guatemala Juniors 2014                    | 1.    | Herreneinzel |                      |
| 2014 | Mexican Juniors 2014                      | 1.    | Herreneinzel |                      |
| 2015 | Peru Juniors 2015                         | 1.    | Herrendoppel | Christopher Martínez |
| 2015 | Peru Juniors 2015                         | 1.    | Herreneinzel |                      |
| 2015 | U19-Junioren-Panamerikameisterschaft 2015 | 3.    | Herreneinzel |                      |

| Jahr | Veranstaltung                          | Platz | Disziplin    |                      |
| ---- | -------------------------------------- | ----- | ------------ | -------------------- |
| 2012 | Guatemaltekische Meisterschaft 2012    | 3.    | Herrendoppel | Adams Rodríguez      |
| 2012 | Venezuela International 2012           | 2.    | Herrendoppel | Adams Rodríguez      |
| 2012 | Suriname International 2012            | 2.    | Mixed        | Nikté Sotomayor      |
| 2016 | Colombia International 2016            | 1.    | Herrendoppel | Aníbal Marroquín     |
| 2016 | Colombia International 2016            | 1.    | Herreneinzel |                      |
| 2017 | Panamerikameisterschaft 2017           | 3.    | Herrendoppel | Aníbal Marroquín     |
| 2017 | Guatemala Future Series 2017           | 2.    | Herrendoppel | Aníbal Marroquín     |
| 2018 | Zentralamerika- und Karibikspiele 2018 | 3.    | Mannschaft   | Guatemala            |
| 2018 | Guatemala International 2018           | 1.    | Herrendoppel | Aníbal Marroquín     |
| 2018 | El Salvador International 2018         | 1.    | Herrendoppel | Aníbal Marroquín     |
| 2019 | Peru International 2019                | 1.    | Herrendoppel | Aníbal Marroquín     |
| 2019 | Guatemala Future Series 2019           | 2.    | Herreneinzel |                      |
| 2020 | Peru Future Series 2020                | 1.    | Herrendoppel | Christopher Martínez |
| 2021 | Panamerikameisterschaft 2021           | 3.    | Herrendoppel | Christopher Martínez |
| 2021 | Guatemala Future Series 2021           | 2.    | Herrendoppel | Christopher Martínez |
| 2021 | Guatemala Future Series 2021           | 1.    | Herreneinzel |                      |
| 2021 | Santo Domingo International 2021       | 2.    | Herrendoppel | Christopher Martínez |
| 2021 | Santo Domingo International 2021       | 1.    | Herreneinzel |                      |